# روبرت ويليام سميث
روبرت ويليام سميث (بالإنجليزية: Robert William Smith)‏ هو سياسي نيوزلندي، ولد في 1871، وتوفي في 1958. انتخب عضو مجلس النواب نيوزيلندا.